# Germania (авиакомпания)
Germania (юридическое название — Germania Fluggesellschaft GmbH) — бывшая немецкая частная авиакомпания со штаб-квартирой в Берлине.

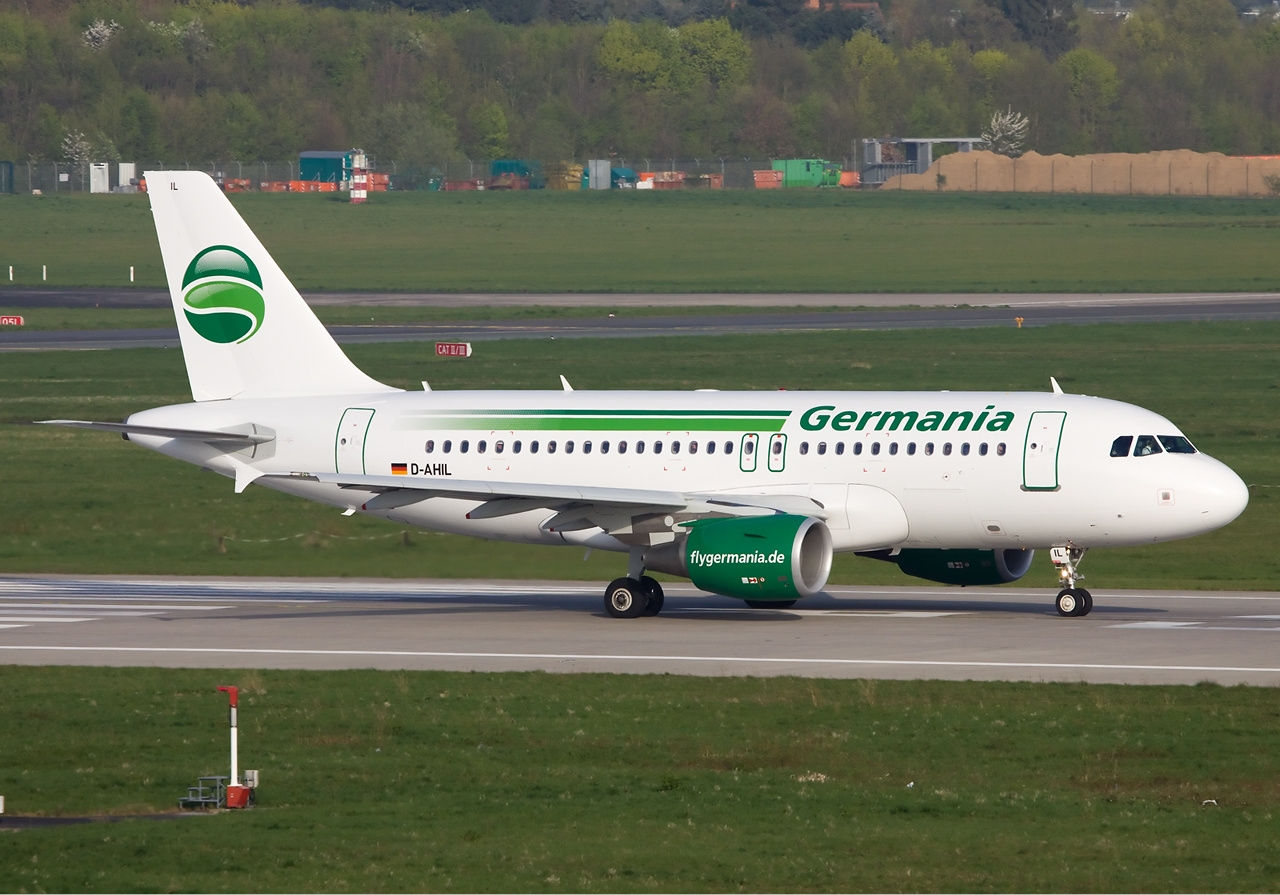
Germania Airbus A319

## История
Авиакомпания была основана в июне 1986 года Хинрихом Бишофом (нем.). С 2014 года компанией управлял Карстен Бальке (нем. Karsten Balke).
5 февраля 2019 года Germania объявила о банкротстве и немедленно прекратила полёты. Причинами банкротства по словам управляющих компанией стали резкое повышение цен на авиационный керосин и падение курса евро по отношению к доллару.
За всю историю своего существования у авиакомпании не было ни одной авиакатастрофы, понесшей за собой смерть пассажиров или экипажа.

## Маршрутная сеть
«Germania» выполняла рейсы в Великобританию, Испанию, Тунис, Марокко, Грецию, Турцию, Кипр, Болгарию, Македонию, Венгрию, Армению,Израиль, Египет, Ирак, Иран, Швецию, Австрию, Россию (Санкт-Петербург) и Румынию.

## Флот
На июль 2018 средний возраст авиапарка составлял 13,2 лет.